# Prison militaire de Blida
La prison militaire de Blida, est une prison militaire construite à Blida à la fin des années 1980. Elle permet d'emprisonner notamment des militaires de haut rang de l'armée algérienne.  

## Historique
La prison militaire de Blida est construite à Blida à la fin des années 1980 à proximité du Tribunal militaire de la 1ère Région militaire. Elle comprend cinq ailes de trois étages chacune avec une soixantaine de cellules de prison par aile soit 300 à 600 détenus avec un à deux détenus par cellule. La cour de promenade des prisonniers est placée au centre du complexe. Les détenus qui sont pas placés à l’isolement peuvent utiliser la cour chaque jour pendant une heure de promenade.
En 2022, des vidéos réalisées dans la prison de Blida par le détenu condamné à mort Guermit Bounouira, ancien officier de confiance d'Ahmed Gaïd Salah, mettent en cause de hauts gradés de l’armée algérienne. Ces vidéos sont sorties de la prison et sont diffusées à l'étranger. Dès la première diffusion, des arrestations importantes sont effectuées au sein du personnel militaire de la prison de Blida et du tribunal militaire. Il s'agit en particulier de l'arrestation du directeur de la prison militaire de Blida, de ses adjoints et de plusieurs autres personnes. Des enquêtes sont immédiatement engagées à l’intérieur de la prison. Elles sont dirigées par le Général Djebbar Mehenna, nouveau directeur général de la Coordination des services de sécurité. De plus l'ensemble du personnel de sécurité de la prison est remplacé par de nouveaux effectifs. Pour sa part, Guermit Bounouira est déplacé dans une prison de la région d'Alger ,.
La prison est connue pour recevoir des militaires de haut rang de l'armée algérienne. Ainsi le média Mondafrique mentionne, en 2023, la présence de plus de 150 officiers supérieurs prisonniers dans la prison de Blida et la décrit comme un « mouroir ». Nombre d'entre-eux  sont fragiles ou malades et seraient morts à la suite de « mauvais traitements subis » ou des « interrogatoires brutaux ». Le Général-Major Hadj Laaroussi Djamel, Commandant de la 2ème Région militaire, relevé de ses fonctions et emprisonné en décembre 2022 y est mort en septembre 2023. Le général-major Rachid Chouaki, condamné en juillet 2021 à 16 ans de prison par le tribunal militaire de Blida, y décède en août 2023 .
L'ONG Alkarama, que certains accusent d'être proche d'organisations terroristes et d'avoir été fondé par d'anciens membres du FIS, mentionne en mars 2024 des tortures et des abus sexuels, dans la prison militaire de Blida, sur l'ancien militaire Mohamed Benhalima par des membres des services de sécurité algériens. Mohamed Benhalima a signalé ces tortures et ces abus sexuels à six reprises depuis 2022, mais la justice algérienne n'aurait pas engagé d'enquête.